# Daniel Maciel
Daniel Maciel (Poços de Caldas, 1974) é um roteirista, diretor, produtor, educador e escritor brasileiro. Fundador da produtora independente Arquitrama, Maciel atua nos gêneros de ficção científica, horror e documentário poético. Seus filmes já foram exibidos e premiados em festivais internacionais, com destaque para o longa Conexão com o Mal (2024), vencedor de prêmios nos Estados Unidos, Itália, Alemanha, Romênia e França.

## Formação
Maciel é bacharel em Ciências Sociais pela Faculdade de Filosofia, Letras e Ciências Humanas da Universidade de São Paulo (FFLCH-USP) e mestre em Roteiro e Dramaturgia Audiovisual pela Escola de Comunicações e Artes da Universidade de São Paulo (ECA-USP), onde desenvolveu pesquisa sobre os processos criativos na escrita de roteiros para cinema.

## Carreira
Desde o início dos anos 2000, Daniel Maciel vem atuando como roteirista e diretor em diferentes formatos e gêneros audiovisuais. É fundador da produtora Arquitrama, com sede no ABC Paulista.
Entre seus projetos destacam-se:
- Conexão com o Mal (2024) — longa-metragem de horror sobre as ameaças ocultas no ambiente digital, contemplado pelo ProAC (Programa de Ação Cultural da Secretaria da Cultura do estado de São Paulo).[2][3]
- Efeitos Nefastos (2023) — curta-metragem de sátira sobre o universo cinematográfico, vencedor em festivais nos EUA e Europa.[2]
- Esquinas do Medo (2023) — curta de horror urbano produzido com apoio da Lei Paulo Gustavo.
- Gigante — documentário poético sobre o Brasil contemporâneo, vencedor de edital do ProAC.
- Ruídos Silenciosos (2024) — documentário sobre poluição sonora e deficiência auditiva, contemplado pelo PNAB em em fase de espera dos recursos para o início da pré-produção.
- Projeto Áudio-Dramaturgias (2021) — série sonora com foco em acessibilidade para deficientes visuais.

Maciel também colaborou como roteirista e consultor em projetos como Mais Forte que o Mundo (2012), Bugigangue no Espaço, Bobolândia Monstrolândia, entre outros.

## Atuação como educador
Foi professor, arte educador e tutor em instituições como o Centro de Audiovisual de São Bernardo do Campo (CAV), FMU, UNIMONTE e Academia Internacional de Cinema (AIC), ministrando disciplinas nas áreas de roteiro, dramaturgia e direção audiovisual.

## Prêmios e reconhecimento

### Conexão com o Mal
- Melhor Longa-Metragem – The Atlantis Awards (EUA, 2024)[4]
- Melhor Filme – Milan Indie Film Festival (Itália, 2024)
- Melhor Filme de Horror – Milan Indie Film Festival (Itália, 2024)
- Melhor Atriz de Longa-Metragem – Milan Indie Film Festival - Manuela Prado (Itália, 2024)
- Melhor Filme de Terror – Dresden Cinema Awards (Alemanha, 2024)[2]
- Best Supporting Actor – Best International Film Festival - Vinícius Albano (Romênia, 2024) [5]
- Melhor Filme Internacional – Supercell Entertainment Film Awards (EUA, 2024)
- Melhor Filme de Horror – Supercell Entertainment Film Awards (EUA, 2024)
- Melhor Desenho de Som – Supercell Entertainment Film Awards (EUA, 2024)
- Menção Honrosa – Hollywood Blood Horror Festival (EUA, 2024)
- Menção Honrosa – Red Movie Awards (França, 2024) [6]
- Finalista Best Feature Film – Rome Prisma Film Awards (Itália, julho de 2024) [7]
- Seleção Oficial do Kalakari Film Fest (Índia, 2025)
- Vencedor do Prêmio do Governador do Estado para as Artes 2025 na categoria Audiovisual[8]

### Efeitos Nefastos
- Melhor Curta Indie – Touchstone Independent Film Festival (EUA, 2024)[9]
- Finalista – Milan Indie Film Festival (Itália, 2024)
- Finalista – Heart Italian International Film Festival (Itália, 2024)[2]
- Finalista – Dreamachine International Film Festival (EUA, 2024)
- Seleção Oficial – Rome Prisma Film Awards (Itália, 2024)
- Finalista – The Atlantis Awards (EUA, 2025)

## Repercussão
- Em 2024, Conexão com o Mal foi amplamente reconhecido no circuito internacional. No Milan Indie Film Festival, o filme recebeu o prêmio de Melhor Filme, Melhor Filme de Terror e Melhor Atriz para Manuela Prado, que interpreta Acácia, e o júri publicou a seguinte nota:

“Evil Connection é uma exploração arrepiante e oportuna das entranhas aterrorizantes da dark web, dirigida por Daniel Maciel em sua estreia como diretor de longas-metragens. O filme acompanha Jaiane, uma mãe ferozmente protetora de sua filha, enquanto descobre uma rede sinistra de extorsão e manipulação online. O que começa como uma investigação simples se transforma em uma descida vertiginosa e angustiante pelos porões da internet, evidenciando os perigos do nosso mundo hiperconectado.”
“A formação de Maciel em roteiro e dramaturgia brilha em Evil Connection, que combina com habilidade suspense, horror e crítica social. A tensão crescente do filme é cuidadosamente construída, e a estética visual crua e realista transmite os perigos que espreitam no ambiente digital. Elementos de horror psicológico se fundem a um realismo marcante, típico de muitos filmes brasileiros.”
“O uso de elementos de ficção científica de baixo orçamento acrescenta uma camada de inquietação, ancorando os aspectos mais fantásticos do terror em medos plausíveis da sociedade contemporânea. A escolha de Maciel por uma abordagem realista torna os horrores enfrentados por Jaiane perturbadoramente possíveis — o que é fundamental para o impacto emocional do filme.”
“O ritmo é deliberado, com momentos de pavor silencioso entrecortados por explosões de horror. A revelação gradual da rede obscura descoberta por Jaiane mantém o espectador em constante tensão, enquanto os momentos de clímax são genuinamente aterradores. Tudo isso evidencia a capacidade de Maciel de manter o suspense ao longo de todo o filme. As atuações são fortes — especialmente das atrizes — e, somadas à direção precisa de Maciel e sua abordagem realista, fazem deste um filme que permanece na mente muito tempo depois dos créditos finais.” – Nota do Juri do Milan Indie Film Festival
- Em entrevista à equipe do The Atlantis Awards: "Cresci sem pai, e minha mãe era uma espécie de espírito livre. Fui criado pela minha avó e por um tio pedreiro, analfabeto, que me ensinou o valor do trabalho duro. Minha mãe, quando estávamos juntos, me apresentou à literatura, à poesia, à música — e me levava ao cinema. Alguns dos primeiros filmes que vi nas telonas foram King Kong, A História Sem Fim, Superman I e II, entre outros. Acredito que tanto minha mãe quanto meu tio foram fundamentais na minha formação. Ele me ensinou a resistência, força e disciplina; ela, a sensibilidade e a beleza da arte. Essas primeiras experiências no cinema despertaram em mim uma paixão profunda por narrativas. Com o tempo, fui me aproximando do cinema como uma forma de explorar tanto as emoções humanas quanto a imaginação. Outra influência decisiva veio dos jogos de RPG. Nos anos 1990, comecei a jogar Vampiro: A Máscara, o que revolucionou minha mente. Tornei-me narrador de crônicas baseadas naquele universo gótico-punk — e foi aí que percebi: o que eu mais amava era contar grandes histórias. Foi um momento determinante”. – The Atlantis Awards[4]

- Cineasta do ABC brilha no circuito internacional de cinema – ABC do ABC[2]

- Filme e curta rendem prêmios internacionais a produtores de São Bernardo do Campo – Repórter Diário[3]

## Vida pessoal
Daniel Maciel reside em São Bernardo do Campo. É pessoa com deficiência, com perda severa de audição no ouvido esquerdo, visão subnormal no olho direito e alta miopia no esquerdo.